# Nathan Jonas Jordison
Nathan Jonas Jordison Aldrich  (Des Moines, Iowa, Estats Units - 26 d'abril del 1975, 26 de juliol del 2021), conegut com Joey Jordison, va ser un músic i compositor estatunidenc, conegut per haver estat bateria fundador i colíder del grup de nu metal Slipknot. A més formà part del grup Murderdolls, on tocava la guitarra.